# Erwin König
Erwin König lub Koning, także Heinz Thorwald – najprawdopodobniej fikcyjny niemiecki snajper, który miał ponieść śmierć z rąk Wasilija Zajcewa w trakcie bitwy stalingradzkiej.
Został wspomniany w wydanych po II wojnie światowej pamiętnikach Zajcewa jako „Herr Koning”, szef szkoły strzelców wyborowych w Berlinie. Miał zostać zabity w trwającym trzy dni pojedynku pomiędzy obydwoma snajperami. W Centralnym Muzeum Sił Zbrojnych w Moskwie przechowywany jest również karabin wyborowy mający należeć do zabitego w Stalingradzie niemieckiego snajpera imieniem Erwin König. W dokumentach Wehrmachtu brak jednak śladu, który potwierdzałby istnienie snajpera o nazwisku König lub Koning.

## Fikcja
Pojedynek pomiędzy snajperami został ukazany w filmie Wróg u bram. W postać fikcyjnego bawarskiego arystokraty, majora Erwina Königa wcielił się Ed Harris.
Niemiecki snajper walczący z Zajcewem pojawił się również w książce War of the Rats autorstwa Davida L. Robbinsa. Jest nim SS-Standartenführer Heinz Thorwald, dowódca szkoły snajperów w Zossen, który został wysłany do Stalingradu w celu eliminacji Zajcewa.